# Ebbw Vale F.C.
Ebbw Vale F.C. (wal. Clwb Pêl-droed Glyn Ebwy) – walijski klub piłkarski z siedzibą w mieście Ebbw Vale.

## Historia
Chronologia nazw:
- 1888–190?: Ebbw Vale F.C.
- 1907–1998: Ebbw Vale F.C.

Klub został założony w 1888 roku jako Ebbw Vale F.C., ale potem został rozformowany. W 1907 klub został reaktywowany. Początkowo brał udział w niższych ligach. Pierwszy sukces przyszedł dopiero w 1922, kiedy to wygrał Welsh Section w angielskiej Southern Football League. Powtórzył ten sukces w następnym sezonie również zostając mistrzem Southern Football League. W 1926 zdobył Puchar Walii. W Welsh Football League zdobył ligowy tytuł mistrzowski w 1965 i 1988. W 1992 roku stał się członkiem założycielem Welsh Premier League. Klub dwukrotnie zdobył brązowe medale w 1997 i 1998. W 1997 i 1998 występował w Pucharze Intertoto. W 1998 chociaż zajął wysokie miejsce w Welsh Premier League, przez problemy finansowe był zmuszony zawiesić swoją działalność.

## Sukcesy
- Mistrzostwo Walii:
  - 3.miejsce (2): 1997, 1998
- Puchar Walii:
  - zdobywca (1): 1926
- Puchar Ligi Walijskiej:
  - finalista (1): 1996
- Welsh Football League:
  - mistrz (2): 1965, 1988
- Welsh Football League Cup:
  - zdobywca (3): 1927, 1956, 1957
  - finalista (1): 1929

## Stadion
Eugene Cross Park może pomieścić 8,000 widzów.

## Europejskie puchary
Legenda do wszystkich tabel:
- Q – runda eliminacyjna, 1/16, 1/8, 1/4, 1/2 – odpowiednia faza rozgrywek, Grupa – runda grupowa, 1r gr – pierwsza runda grupowa, 2r gr – druga runda grupowa, F – finał, R – runda, PO – play-off
- k. – rzuty karne, los. – losowanie, Dogr. – dogrywka, w. – zasada bramek strzelonych na wyjeździe

| Sezon | Rozgrywki        | Runda   | Klub                 | Dom | Wyjazd | Ogólnie    |
| ----- | ---------------- | ------- | -------------------- | --- | ------ | ---------- |
| 1997  | Puchar Intertoto | Grupa 2 | Grazer AK            | 0–0 |        | 5. miejsce |
| 1997  | Puchar Intertoto | Grupa 2 | Hrvatski Dragovoljac |     | 0–4    | 5. miejsce |
| 1997  | Puchar Intertoto | Grupa 2 | SC Bastia            | 1–2 |        | 5. miejsce |
| 1997  | Puchar Intertoto | Grupa 2 | Silkeborg IF         |     | 1–6    | 5. miejsce |
| 1998  | Puchar Intertoto | 1R      | Kongsvinger          | 1–6 | 0–3    | 1–9        |

## Reprezentanci kraju grający w klubie
- Jack McCandless
- Pat Robinson
- Terry Boyle
- Nick Deacy
- David Giles
- Bert Gray
- Taffy O’Callaghan
- Charlie Phillips
- Jack Pullen
- Derrick Sullivan